# Coulonges-les-Hérolles
Coulonges-les-Hérolles (vor 2024 Coulonges) ist eine französische Gemeinde mit 232 Einwohnern (Stand: 1. Januar 2022) im Département Vienne in der Region Nouvelle-Aquitaine. Sie gehört zum Arrondissement Montmorillon und zum Kanton Montmorillon. 

## Geografie
Coulonges-les-Hérolles liegt etwa 69 Kilometer ostsüdöstlich von Poitiers im Osten der historischen Provinz Poitou. Nachbargemeinden von Coulonges-les-Hérolles sind Lignac im Norden und Nordosten, Tilly im Osten, Lussac-les-Églises im Süden, Brigueil-le-Chantre im Westen und Südwesten sowie Thollet im Westen und Nordwesten.

## Bevölkerungsentwicklung
| Jahr                      | 1962 | 1968 | 1975 | 1982 | 1990 | 1999 | 2006 | 2013 |
| Einwohner                 | 489  | 492  | 431  | 406  | 313  | 256  | 261  | 258  |
| Quelle: Cassini und INSEE |      |      |      |      |      |      |      |      |

## Sehenswürdigkeiten
Siehe auch: Liste der Monuments historiques in Coulonges-les-Hérolles
- Kirche Saint-Pierre-Saint-Paul aus dem 12. Jahrhundert, seit 1937 Monument historique
- Burg Le Pin mit Donjon aus dem 13. Jahrhundert, Monument historique seit 1979